# Cremastobombycia solidaginis
Cremastobombycia solidaginis là một loài bướm đêm thuộc họ Gracillariidae. Loài này có ở Québec và Hoa Kỳ (Florida, Texas, Georgia, Kentucky, Maine, Maryland, Massachusetts, Connecticut và Michigan).
Sải cánh dài 7–9 mm.

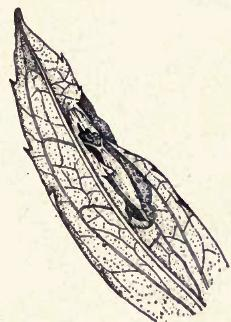
Mine và cocoon

Ấu trùng ăn Baccharis pilularis và Solidago, bao gồm Solidago altissima, Solidago bicolor, Solidago caesia, Solidago canadensis, Solidago fistulosa, Solidago gigantea, Solidago patula và Solidago rugosa. Chúng ăn lá nơi chúng làm tổ. 